# Plaza de la Patrona de Canarias

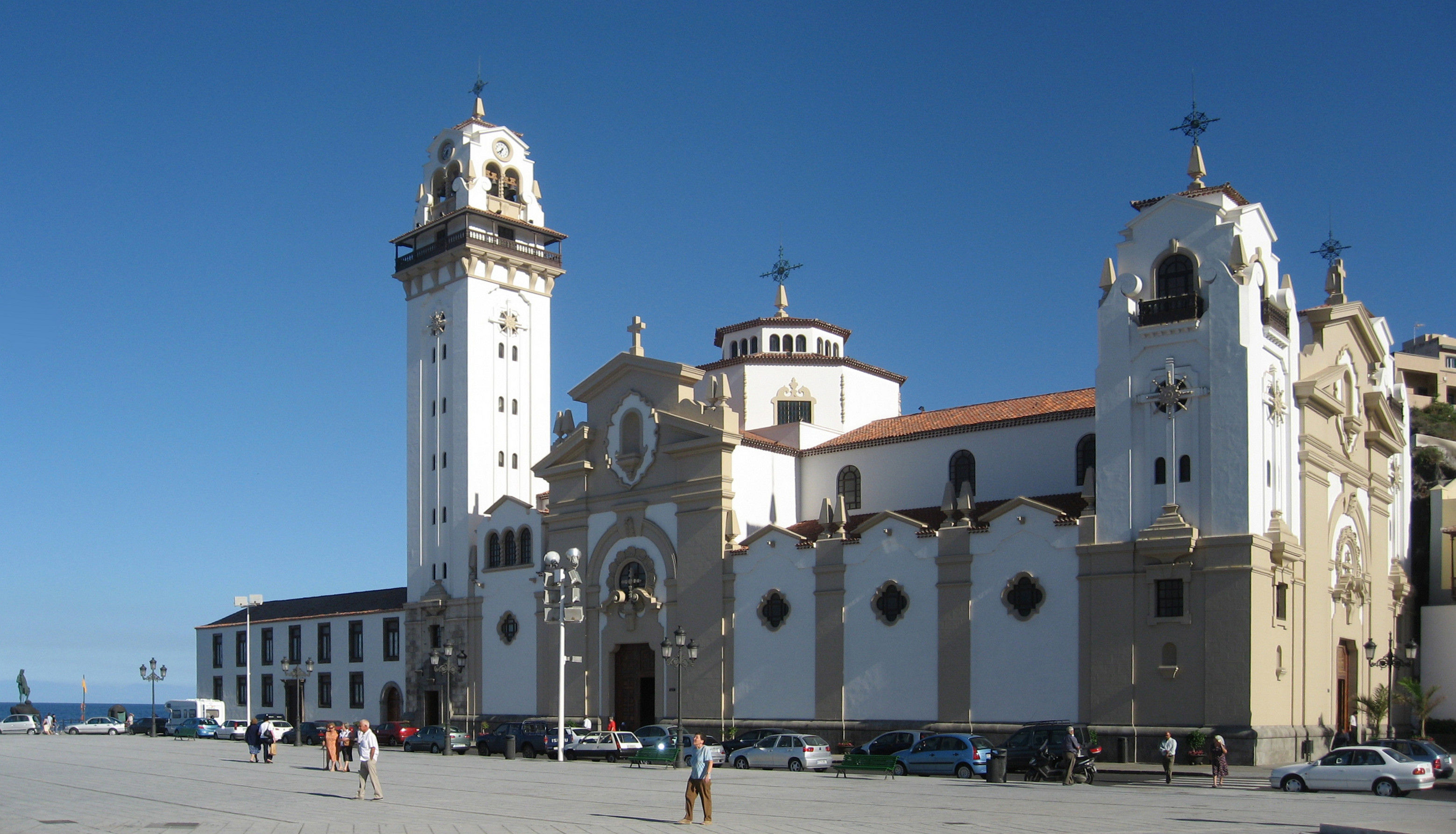
Piazza della Patrona delle Isole Canarie e Basilica di Nostra Signora della Candelaria

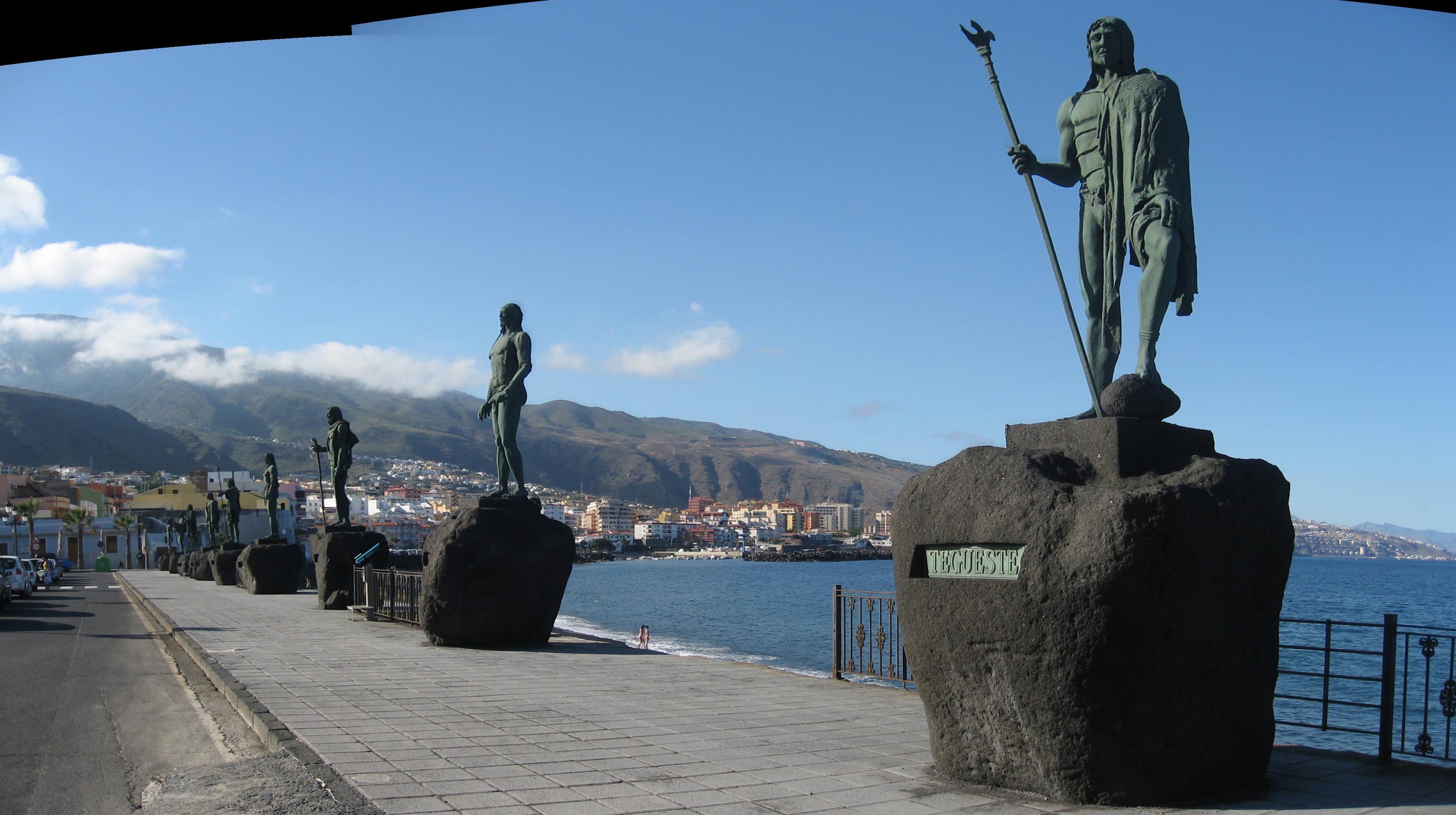
Statue dei nove re Guanches

Plaza de la Patrona de Canarias (Piazza della Patrona delle Isole Canarie) è la piazza centrale di Candelaria (Tenerife, Spagna), vicino alla Basilica di Nostra Signora della Candelaria, patrona delle Isole Canarie ed è una delle piazze più grandi dell'arcipelago. È il luogo d'incontro per i pellegrini e per lo svolgimento delle feste più importanti del comune. In questa piazza ci sono anche numerosi bar e caffè.
Questa piazza è considerata una delle piazze principali dell'isola di Tenerife, insieme a Piazza di Spagna a Santa Cruz de Tenerife e la Plaza del Cristo de La Laguna a San Cristóbal de La Laguna.
La piazza è stata inaugurata il 31 gennaio 1959 dal Vescovo della Diocesi di Tenerife, Domingo Pérez Cáceres. In precedenza qui c'era una spiaggia, ora notevolmente ridotta. Al centro della spiaggia sorgeva il Castillo de San Pedro, che venne costruito nel 1697. Questo castello fu progettato per difendere la chiesa e il convento dagli attacchi e dai saccheggi dei pirati. Il castello, che andò quasi del tutto distrutto nella tempesta di novembre 1826, è stato perso a immagine originale della Vergine della Candelaria.

## Statue dei Re Guanci
Su un lato della piazza si trovano le statue dei nove re che governarono i nove regni pre-ispanici di Tenerife (Guanches). Le statue che si possono ammirare attualmente sono state realizzate in bronzo ad opera dello scultore José Abad. Quelle originali, scolpite in pietra vulcanica,  sono state  spostate in un altro viale alla fine del XX secolo.  La sostituzione è avvenuta il 13 agosto 1993. 
I Canari, sono molto legati a queste statue perché rappresentano una parte essenziale della loro cultura.
Le statue raffigurano:
- Acaimo: mencey di Tacoronte (Monarca di Tacoronte)
- Adjoña: mencey di Abona (Monarca di Abona)
- Añaterve: mencey di Güímar (Monarca di Güímar)
- Bencomo: mencey di Taoro (Monarca di Taoro)
- Beneharo: mencey di Anaga (Monarca di Anaga)
- Pelicar: mencey di Icode (Monarca di Icode)
- Pelinor: mencey di Adeje (Monarca di Adeje)
- Romen: mencey di Daute (Monarca di Daute)
- Tegueste: mencey di Tegueste (Monarca di Tegueste)

## Galleria d'immagini

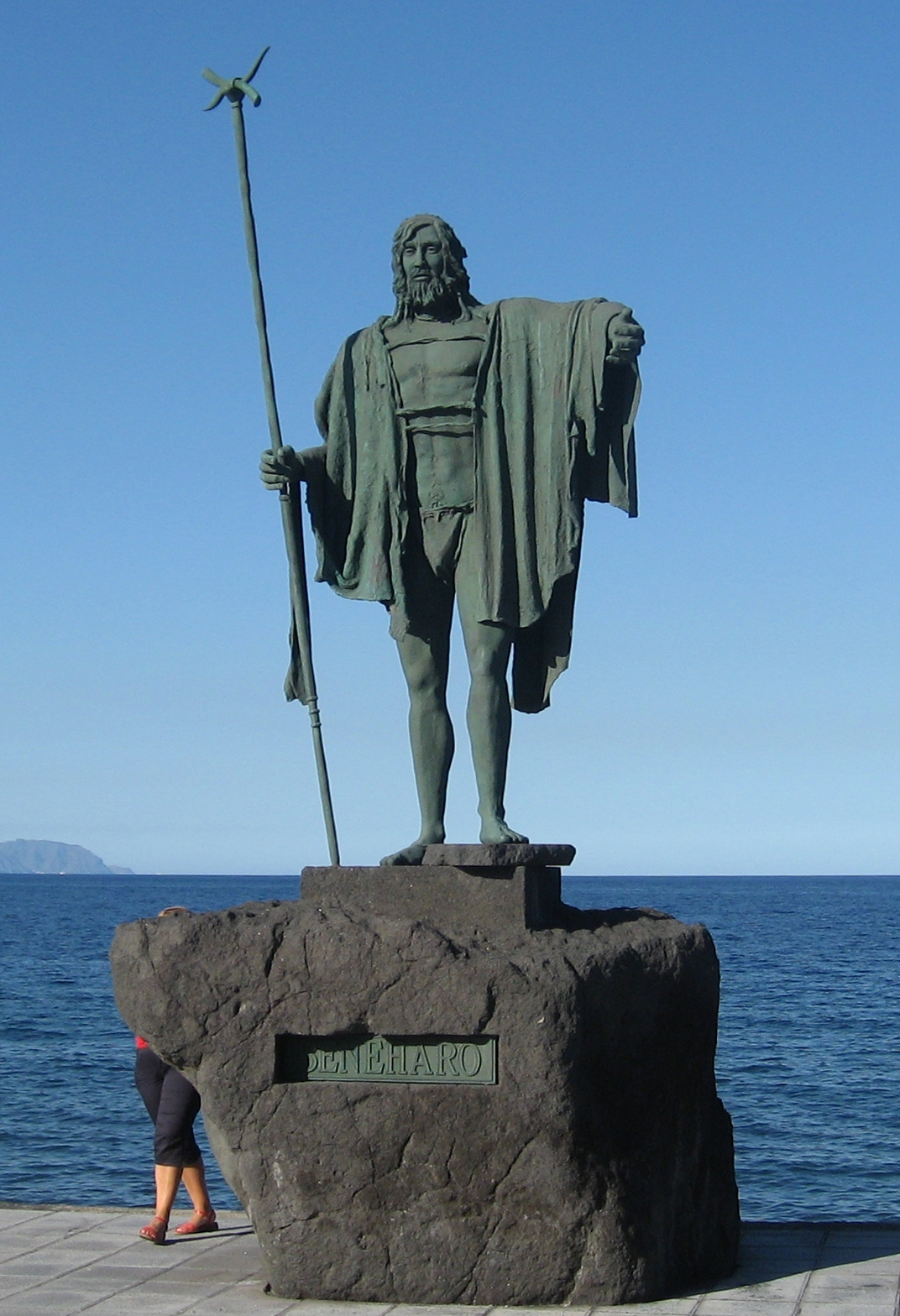
Statua di Beneharo, re di Anaga
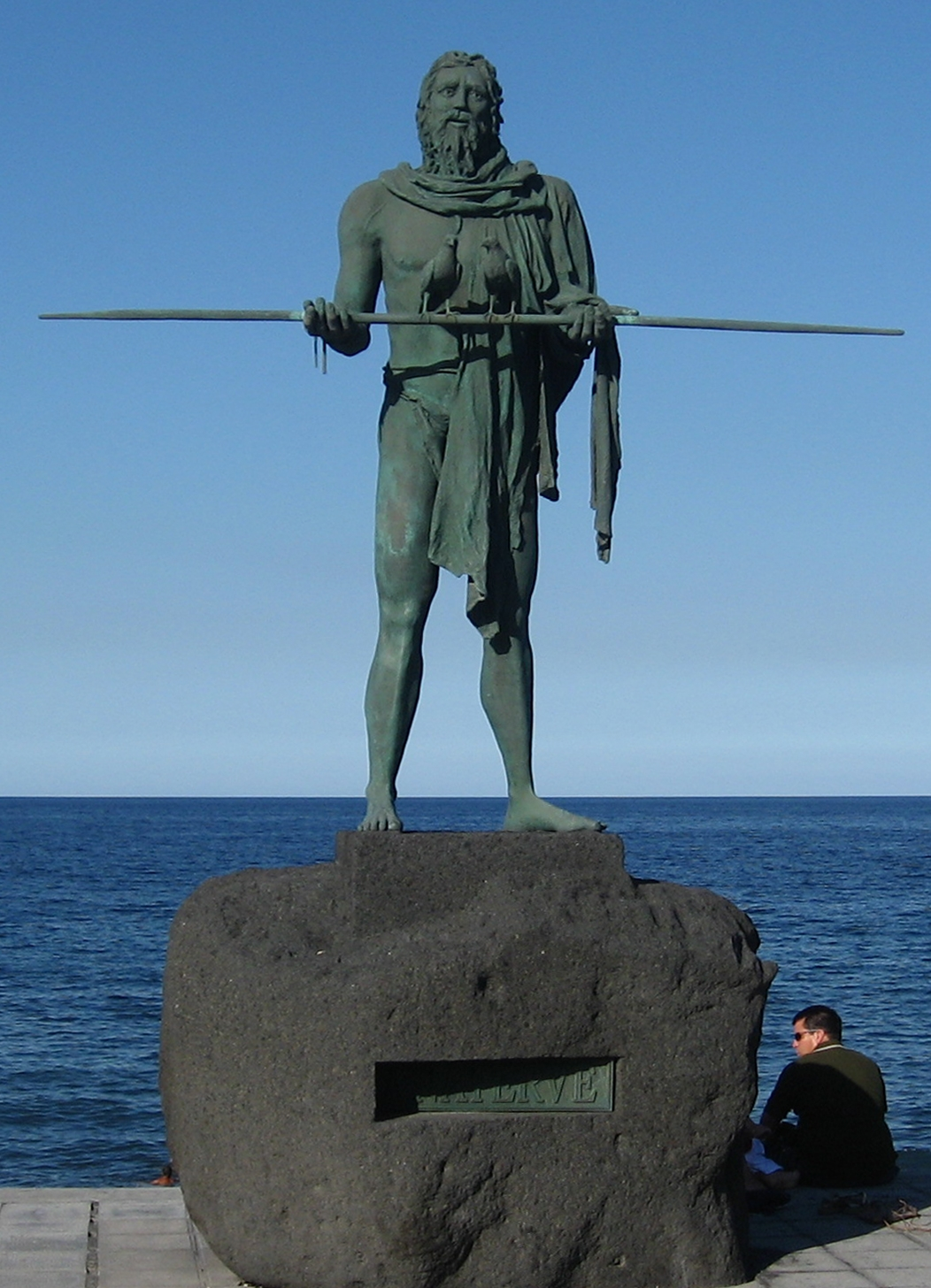
Statua di Añaterve, re di Güímar
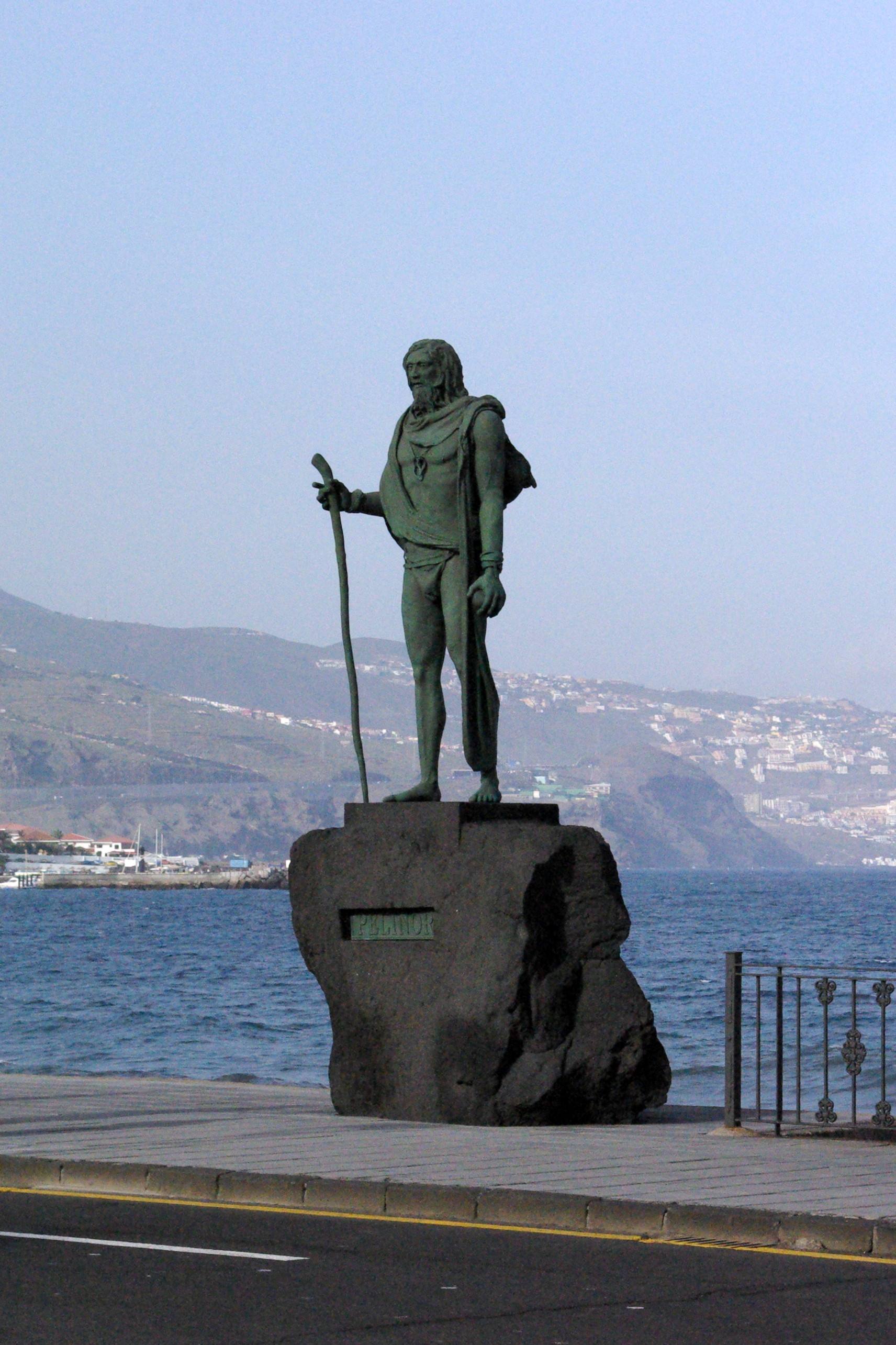
Statua di Pelinor, re di Icode

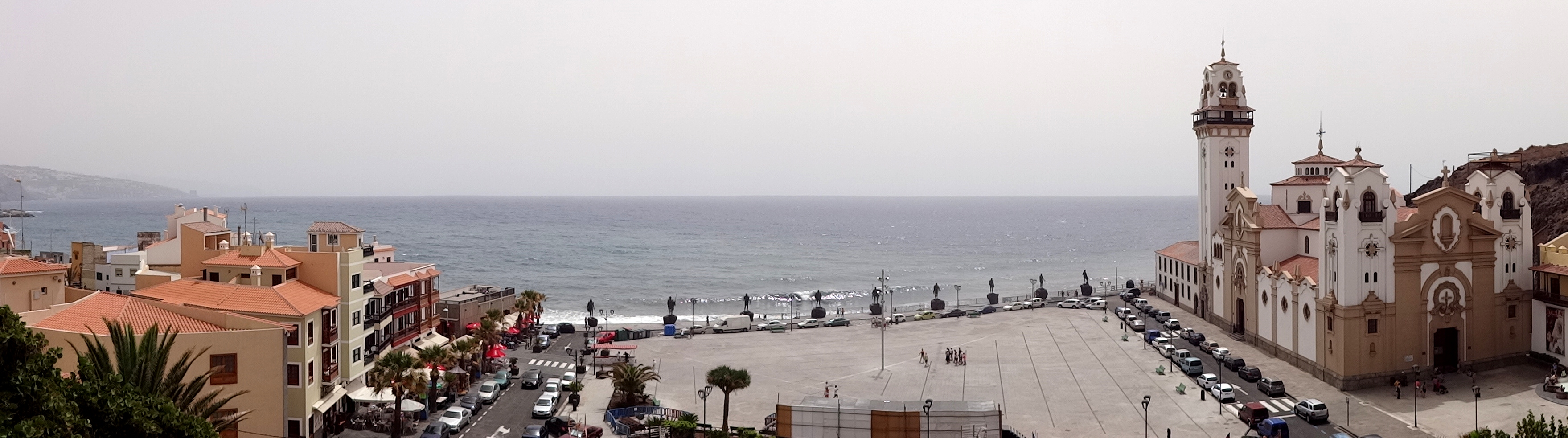
Panoramica della piazza.